# Yvonne Brosset
Yvonne Charlotte Brosset, under en tid Brosset-Lemkow, född 27 juli 1935 i Engelbrekts församling i Stockholm, död 4 februari 2019 i S:t Johannes distrikt i Stockholm, var en svensk balettdansös och skådespelare.
Brosset genomgick Kungliga Teaterns balettskola och studerade vid Sadlers Wells Ballet School. Hon engagerades vid Kungliga Teatern 1953 och var premiärdansös där från 1963 till 1980.
Yvonne Brosset var dotter till kemisten, professor Cyrill Brosset och konstnären Charlotta Björnstjerna. Hon var 1958–1985 med skådespelaren och direktören Thorleif Lemkow, som var bror till skådespelaren Tutte Lemkow.

## Filmografi
- 1954 – En lektion i kärlek
- 1958 – Flottans överman
- 1959 – Sängkammartjuven